# Paul Hoffman (scrittore)
Paul Hoffman (1953) è uno scrittore e sceneggiatore inglese.

## Biografia
Da giovane passa molto tempo in giro per il mondo, a seguito del padre, pioniere del paracadutismo acrobatico. Si laurea in Lingua Inglese a Oxford  diventando poi uno sceneggiatore cinematografico.
Dal suo primo romanzo, The Wisdom of Crocodiles, un thriller avente per protagonista un atipico vampiro, è stato tratto il film Brivido di sangue diretto da Po-Chih Leong con protagonisti Jude Law, Timothy Spall e Elina Löwensohn. Il film è stato giudicato dalla critica:
Il suo secondo romanzo, una commedia nera intitolata The Golden Age of Censorship, è basato sulla sua esperienza come censore di film alla British Board of Film Classification .
Ottiene un definitivo successo nel 2010 con La mano sinistra di Dio, uscito in contemporanea mondiale in 20 paesi, primo libro di una trilogia fantasy proseguita con Le quattro cose ultime nel 2011. Questa trilogia deve il suo successo alla trama non convenzionale, allo spietato giovane protagonista Thomas Cale molto affascinante, e allo stile nuovo e intrigante. La critica si è divisa su di essa: La mano sinistra di Dio è stata definita, da alcuni, uno dei casi editoriali del 2010 mentre altri hanno mosso critiche allo scrittore su determinati aspetti dell'opera come per esempio la mancanza di una cartina del mondo immaginario in cui si svolgono le vicende narrate o il fatto di mescolare, in un mondo di fantasia, pesanti riferimenti alla realtà, in particolare al nome di determinati luoghi immaginari, come la città di Memphis, e all'evidente parallelismo tra Gesù crocifisso e l'immaginario Redentore Impiccato, mescolando quindi una sorta di Ucronia al filone Fantasy. È stato inoltre sostenuto che il secondo volume, Le quattro cose ultime, non fosse all'altezza del primo o delle aspettative derivate da esso.
Conclude la trilogia de La mano sinistra di Dio nel 2013 con Il battito delle sue ali.

## Opere
- The Wisdom of Crocodiles, 1998, inedito in Italia)
- The Golden Age of Censorship, 2007, inedito in Italia)

### Romanzi con protagonista Thomas Cale
- Trilogia La mano sinistra di Dio (The Left Hand of God Trilogy)
  - La mano sinistra di Dio (The Left Hand of God 2010), Milano ed. Nord 2010;
  - Le quattro cose ultime, (The Last Four Things 2011), Ed. Nord, 2012;
  - Il battito delle sue ali (The Beating of His Wings 2013) ed. Nord, 2014;
- Il Diavolo Bianco, (The White Devil 2021), ed. Nord, 2022;